# Autoceļš A6
Autoceļš A6 ist eine zu Lettlands Staatsstraßen gehörende „Staatliche Hauptstraße“ (lett. Valsts galvenie Autoceļi). Sie verbindet die Hauptstadt Riga mit der belarussischen Grenze bei Pāternieki und geht dort in die R20 über. Die A6 ist ein Teil der Europastraßen 22 und 262. Außerdem dient die Straße als Nordumfahrung von Daugavpils und verläuft durch Krāslava. Die Gesamtlänge beträgt 307 Kilometer.
Zwischen Riga und Ogre sowie Nīcgale und Daugavpils ist die Straße mit zwei Fahrbahnen und zwei Fahrstreifen pro Fahrbahn ausgebaut. Die anderen Abschnitte weisen insgesamt nur eine Fahrbahn mit zwei Fahrstreifen auf. Die Höchstgeschwindigkeit ist im Winter auf 90 km/h, aber im Sommer auf den vierstreifigen Abschnitten auf 100 km/h festgelegt. Die durchschnittliche Verkehrsstärke beträgt 8036 Fahrzeuge pro Tag im Jahr 2013.

## Bau und Planungen
Seit 2008 wird die A6 teilweise kreuzungsfrei neu gebaut. Die Neubaustrecke soll den Abschnitt Salaspils–Koknese ersetzen. Der Bau des ersten Teilstückes war bereits in den 1980er Jahren begonnen worden, doch der Bau und die Planungen wurden später wieder eingestellt. Der erste Bauabschnitt beginnt in Tīnuži und endet in Koknese. Er wurde 2013 fertiggestellt und zunächst als P80 nummeriert. Ein zweiter Bauabschnitt sah zunächst die vierstreifige, autobahnähnliche Erweiterung des Abschnittes zwischen Tīnuži und Koknese vor. Dies geschah nur auf einem kleinen Teil der Gesamtstrecke der P80 und ist, nachdem der Transitverkehr nach Russland über die A6 und (ab Jēkabpils) über die Autoceļš A12 infolge des russischen Überfalls auf die Ukraine am 24. Februar 2022 fast eingestellt wurde, nicht mehr vorrangig. Zwischen 2026 und 2034 sehen die Planungen die Verlängerung der Schnellstraße bis nach Riga vor. Sie soll ebenfalls einen autobahnähnlichen Straßenquerschnitt aufweisen. Außerdem gibt es Planungen, die Neubaustrecke in östlicher Richtung parallel zur bisherigen A6 bis nach Pļaviņas zu führen.

## Wichtige Ortschaften entlang der Strecke
- Riga
- Salaspils
- Ikšķile
- Ogre
- Ciemupe
- Ķegums
- Lielvārde
- Dzelmes
- Koknese
- Pļaviņas
- Jēkabpils
- Līvāni
- Jersika
- Daugavpils
- Krāslava

## Galerie

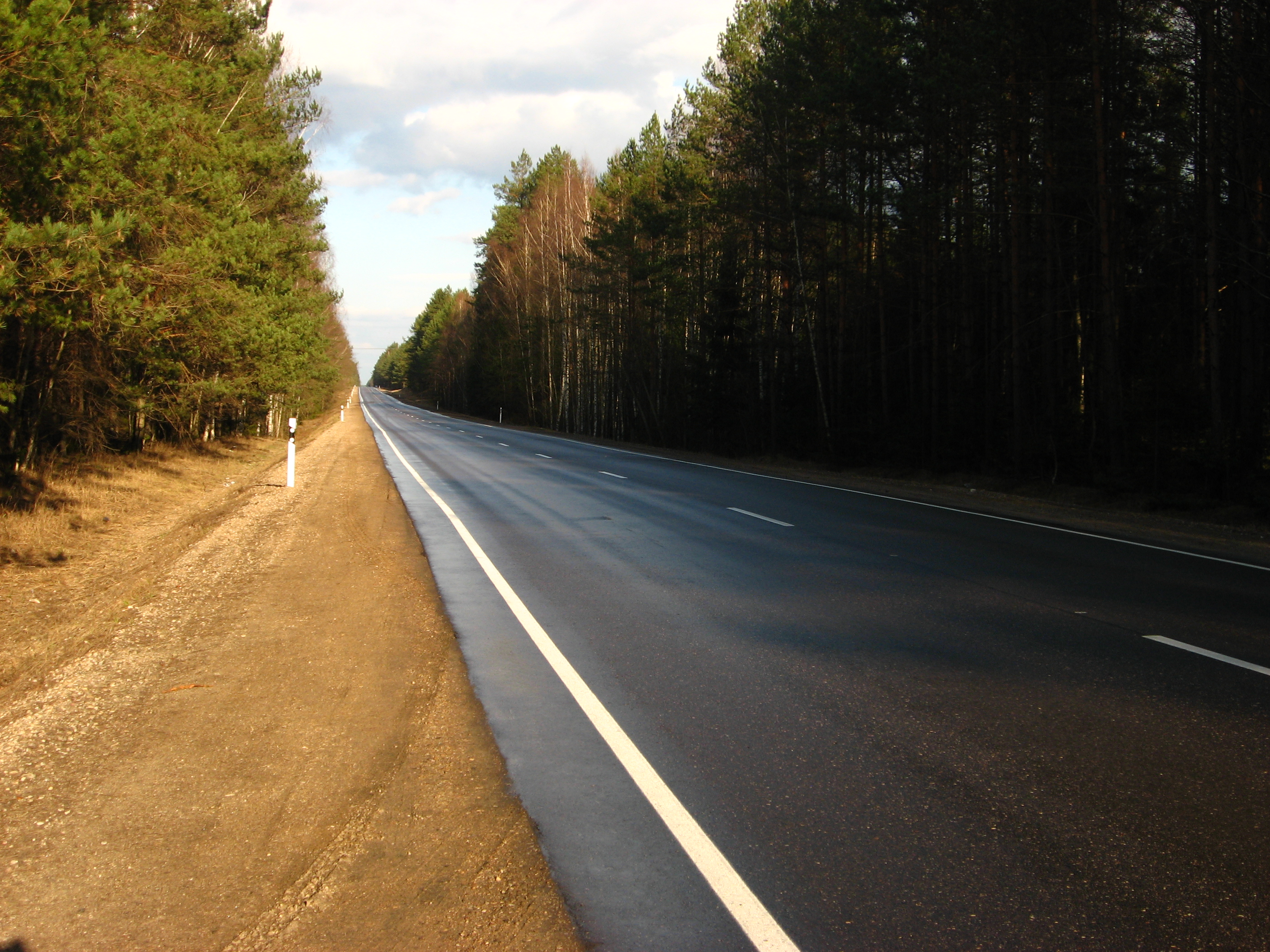
Ortsumgehung von Daugavpils im Jahr 2009
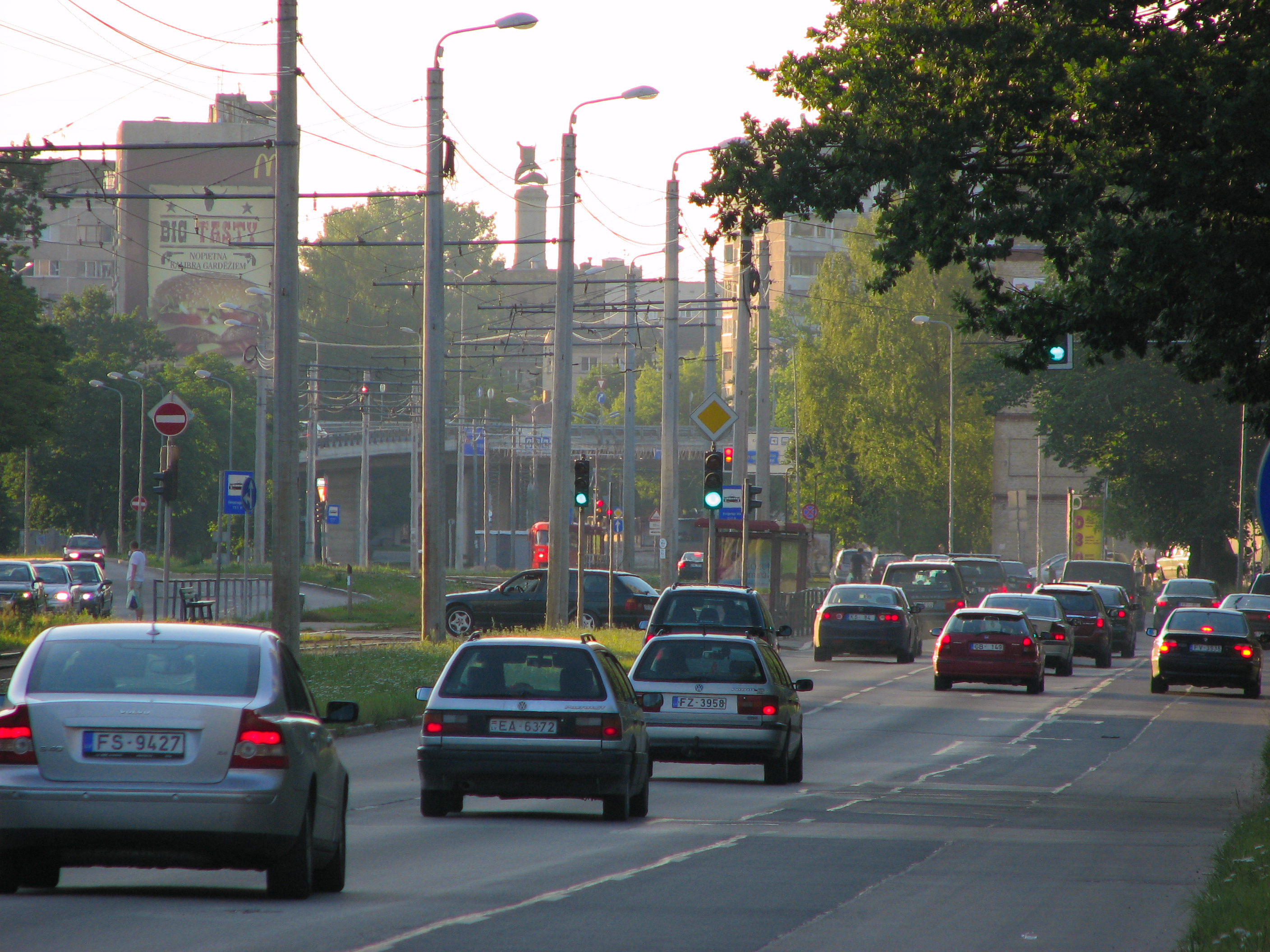
Die A6 in Riga im Jahr 2010
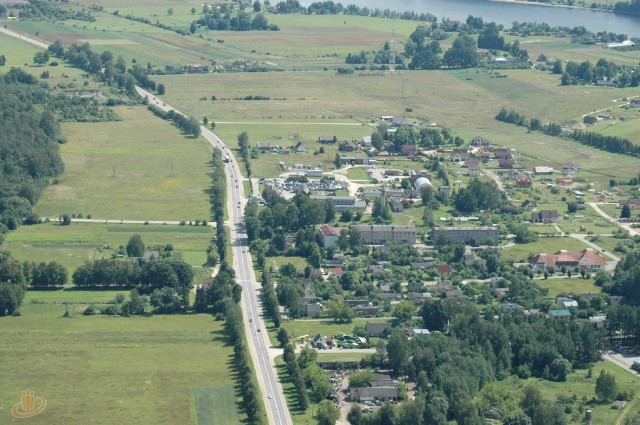
A6 aus der Vogelperspektive über Ciemupe, 2010
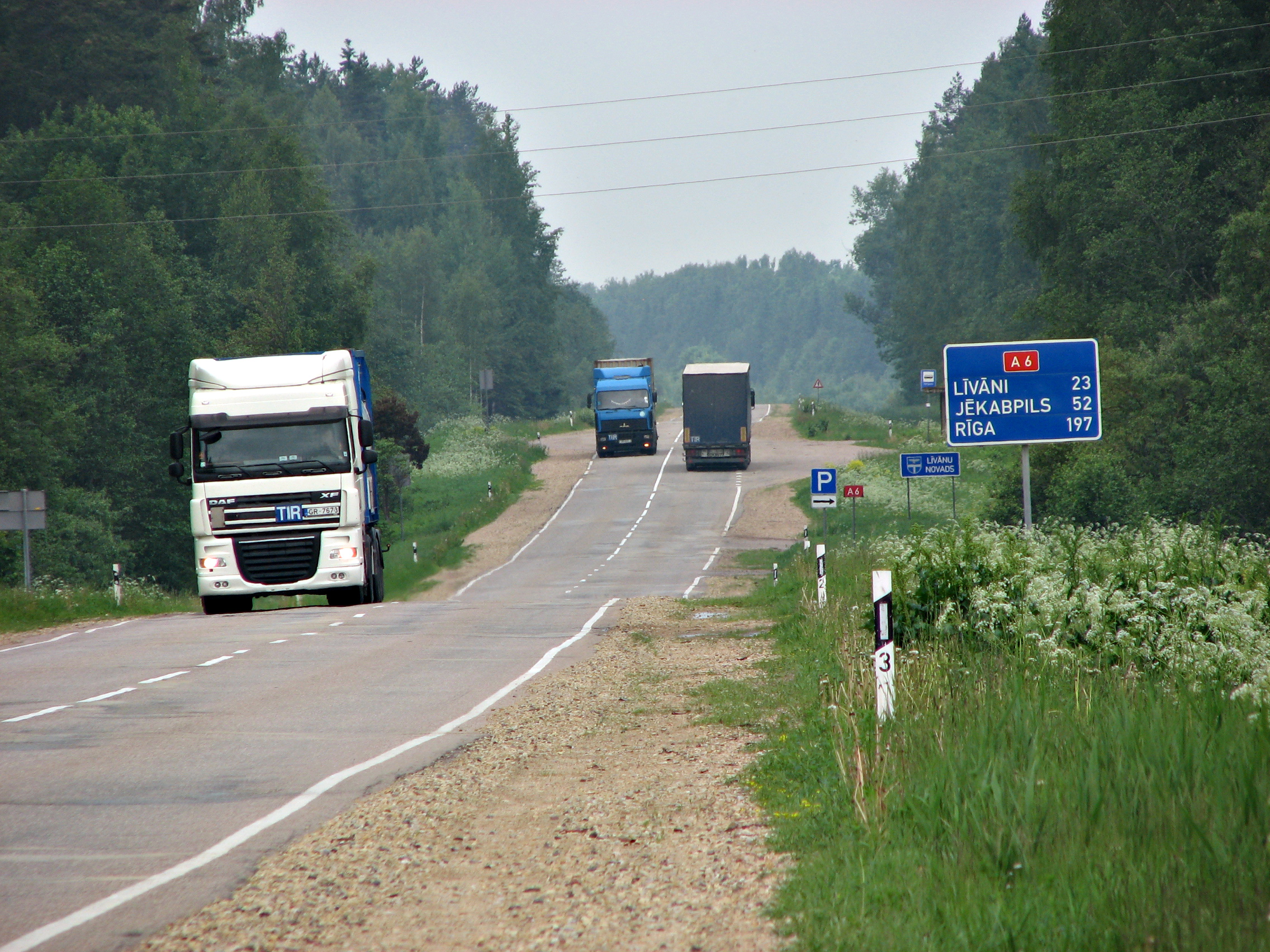
A6 bei Jersika, 2010